# هیوندای وراکروز
هیوندای وراکروز (به انگلیسی: Hyundai Veracruz) یا هیوندای آی‌ایکس۵۵ (به انگلیسی: Hyundai ix55) از سال ۲۰۰۶ تا ۲۰۱۵ در کره جنوبی تولید می‌شد. طراحی آن موتور جلو، خودرو محور جلو و خودرو چهار چرخ محرک بوده طول آن در حالت طبیعی ۱۹۰٫۶ اینچ (۴٬۸۴۰ میلیمتر) و عرض آن در حالت طبیعی ۷۶٫۶ اینچ (۱٬۹۵۰ میلیمتر) است. سیستم جعبه‌دندهٔ آن شش دنده و به صورت خودکار است.
این خودرو در سال ۲۰۰۶ با هدف رقابت با لکسوس آرایکس ۳۵۰ به بازار آمد و در بازار خودرو، عملکرد موفقیت‌آمیزی داشت. این خودرو جزو کراس‌اوورهای متوسط (به انگلیسی: Mid-size crossover) دسته‌بندی می‌شود.

## امکانات رفاهی
- سیستم‌های کمکی راننده: کروز کنترل، کنترل کشش،کنترل پایداری،
- سیستم‌های هشدار دهنده: سنسور عقب، سنسور باران، سنسور فشار باد تایر ها
- سیستم‌های ترمز: ترمز ضد قفل، ترمز کمکی، توزیع نیروی ترمز.
- امکانات کابین: سانروف، صندلی های چرم، گرمکن صندلی های ردیف جلو